# 妻木煕子
妻木 煕子（つまき ひろこ、生年不詳 - 天正4年（1576年））は、戦国時代から安土桃山時代にかけての女性。明智光秀の正室。

## 生涯

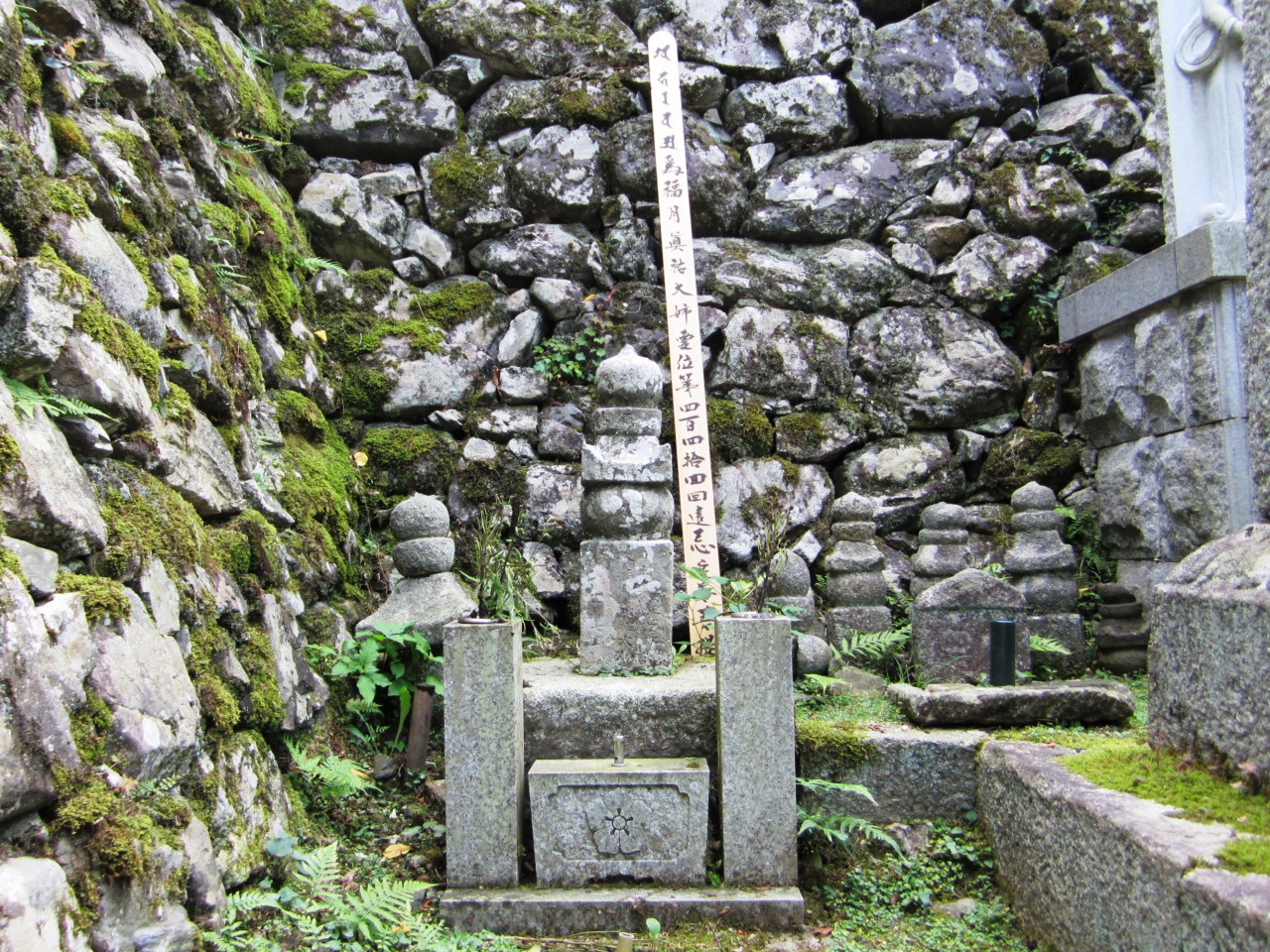
西教寺の墓所

生年不詳ながら、一説に享禄3年（1530年）頃、長女として生まれたといわれる。『細川家記』よると、妻木勘解由左衛門範煕の女とあり、細川忠興の室（細川ガラシャ）の母であることから、この所伝は信憑性が高いとされる。
夫婦仲は非常に良かったとされ、「結婚直前に疱瘡にかかり、左頬にその跡が残ってしまった煕子を光秀は気にせずに迎えた」､「弘治2年（1556年）、光秀は長良川の戦いで斎藤道三に与したため、道三の嫡男であり道三と対立した斎藤義龍によって明智城が落とされると、光秀は身重の煕子を背負って越前へ逃亡した」などの逸話がある。
本拠を失い浪人した光秀は美濃から越前に移り、朝倉義景に仕えることになるが生活は苦しく、そのような中、連歌会の催しを光秀が担当することになった。酒宴の用意に苦労する光秀を見かねた煕子は、自分の黒髪を売ることで費用を工面したと伝わる。元禄2年（1689年）に松尾芭蕉が門弟の山田又玄の邸宅でその妻に宛てて詠んだ句「月さびよ、明智が妻の、咄（はなし）せむ」はこの逸話にちなんだもので、芭蕉は丸岡を訪れた際に称念寺に伝わるこの逸話を聞いたと考えられ､｢月も静かにひっそりと照らしてくれ､明智が妻の昔話をするほどに｣という意味である。
天正4年（1576年）10月14日、煕子が病気になり、光秀は平癒の祈祷を吉田兼見に依頼している（『兼見卿記』）。10月24日には平癒したので、非在軒という者が銀一枚を持参して礼に行っている。11月2日には､吉田兼見が煕子の病気見舞のために光秀の京都の宿所に行き光秀と面会をしている。
天正4年11月7日（1576年11月27日）（『西教寺過去帳』）または6月7日（7月6日）に死去。享年は46または36、42とも言う。光秀が重病となった際の看病疲れが元で病死したという。戒名は福月真祐大姉。滋賀県大津市の明智氏、妻木氏の菩提寺である西教寺に墓がある。
しかし、『明智軍記』には天正10年（1582年）の坂本城落城のときの言動が記載され、年齢48歳で死去としているが、この説は信用できないとされている。
令和2年（2020年）8月、滋賀県大津市の聖衆来迎寺が所蔵している仏涅槃図裏寄進銘(名)に煕子の戒名が発見された。これによって天正9年（1581年）以前に煕子が亡くなっていた可能性が高くなった。

## 関連作品
テレビドラマ
- 国盗り物語（1973年、NHK大河ドラマ、演：中野良子）
- 太閤記（1987年、TBS、演：二宮さよ子）
- 戦国乱世の暴れん坊 齋藤道三 怒涛の天下取り（1991年、テレビ朝日、演：今井里美）
- 秀吉（1996年、NHK大河ドラマ、演：有森也実）
- 国盗り物語（2005年、テレビ東京・新春ワイド時代劇、演：酒井法子）
- 功名が辻（2006年、NHK大河ドラマ、演：烏丸せつこ）
- 明智光秀〜神に愛されなかった男〜（2007年、フジテレビ、演：長澤まさみ）
- 麒麟がくる（2020年、NHK大河ドラマ、演：木村文乃）

舞台
- ささら笹舟―明智光秀の光と影― （2000年、宝塚歌劇団、宝塚バウホール、演：紺野まひる）
- 本能寺オテロ（2008年2月14日 - 12月17日、K.B.S.Project、築地本願寺ブディストホール、演：木嶋のりこ）
- 本能寺オテロ（2022年1月7日-1月11日、amipro、コフレリオ新宿シアター、演：辻美優）

歌舞伎
- 時今也桔梗旗揚 （ときはいまききょうのはたあげ。通称「馬盥の光秀」（ばだらいのみつひで）。勝諺蔵（四代目鶴屋南北）作。文化5年（1808年）初演）

映画
- 敵は本能寺にあり（1960年、松竹、演：淡島千景）

TRPGリプレイ
- 天下繚乱RPG（プレイヤー：井上純一）

小説
- 三浦綾子『細川ガラシャ夫人』 主婦の友社 1975 のち新潮文庫